# Distrito de Thiruvananthapuram
Thiruvananthapuram (en malayalam; തിരുവനന്തപുരം ജില്ല) es un distrito de India, en el estado de Kerala. 
Comprende una superficie de 2192 km². Según el censo de 2011, contaba con una población total de 3 307 284 habitantes.
El centro administrativo es la ciudad de Thiruvananthapuram.
Dos tercios de la población son hinduistas (66.46%), habiendo minorías destacables de cristianos (19.10%) y musulmanes (13.72%). El malabar es el único idioma hablado en la mayor parte del distrito; la principal excepción es la capital, donde hay importantes minorías de hablantes de inglés, tamil, hindi, tulu y guyaratí. La alfabetización alcanza al 92.66% de la población.

## Organización territorial
Se divide en seis talukas: Neyyattinkara, Kattakada, Nedumangad, Thiruvananthapuram, Chirayinkeezhu (con capital en Attingal) y Varkala. En cuanto a la autonomía local específica de las ciudades, la capital Thiruvananthapuram posee el estatus de corporación municipal desde 1940, mientras que otras cuatro ciudades funcionan como municipios: Varkala, Attingal, Nedumangad y Neyyattinkara.